# Фишер, Иосиф Залманович
Ио́сиф За́лманович Фи́шер (24 февраля 1919, Минск — 25 мая 1995, Одесса) — советский физик-теоретик.
Профессор в БГУ и ОГУ, заведующий кафедрой теоретической физики в Одесском государственном университете (ныне — Одесский национальный университет имени И. И. Мечникова).
Основные работы касаются статистической теории жидкостей, физики критических явлений в жидкостях; создал лагранжевую теорию тепловых гидродинамических флуктуаций.

## Биографические сведения
В 1926—1936 годах И. З. Фишер учился в школе. В 1936 году поступил в Белорусский государственный университет (БГУ), на физико-математический факультет. Закончил БГУ с красным дипломом.
В июне 1941 года Иосиф Залманович был эвакуирован в Сталинградскую область. Он не был призван в действующую армию из-за плохого зрения. Летом 1942 года И. З. Фишер добровольцем уходит на фронт. Как выпускник физмата, служил радистом разведвзвода отдельного гаубичного полка в звании сержанта. Был награждён несколькими орденами: орденом Красной Звезды и орденами Отечественной войны первой и второй степени, а также медалями.
Осенью 1945 года Иосиф Залманович Фишер был принят на работу ассистентом кафедры теоретической физики БГУ. Далее, в течение двух лет, 1947—1948 гг., Иосиф Залманович был аспирантом академика АН БССР Николая Сергеевича Акулова в Академии Наук Белоруссии. После защиты диссертации в 1948 году Иосиф Залманович возвращается на кафедру теоретической физики БГУ и работает на ней доцентом в течение 13 лет (1948—1961 гг.).
В 1959 году Иосиф Залманович успешно защищает докторскую диссертацию. В 1961 году, в издательстве «Наука» выходит книга И. З. Фишера «Статистическая теория жидкостей», которая явилась одной из самых первых монографий в мире по указанной тематике. В 1964 году английский перевод книги выходит дважды: в США и Индии. Чикагское издание содержит дополнения ведущих американских учёных, отражающие прогресс в этой быстро развивающейся области со времени советского издания 1961 года. В 1961—1963 гг. И. З. Фишер работает профессором кафедры ядерной физики БГУ.
С 1963 года по ноябрь 1977 года профессор И.З Фишер работает заведующим кафедрой теоретической физики в Одесском университете им. И. И. Мечникова, где он создаёт одесскую научную школу теоретической физики жидкостей. В ноябре 1977 года профессор И.З Фишер перенес инсульт и был вынужден отойти от науки.
Скоропостижно скончался вечером 25 мая 1995 года. Похоронен на втором христианском кладбище Одессы.

## Основные научные достижения
Тематика научных исследований И. З. Фишера охватывает практически все вопросы физики жидкого состояния второй половины 20-го века, а также ряд вопросов теории гравитации. Полное представление о его научных интересах может быть получено из рассмотрения списка его публикаций. Тематически они относятся к следующим областям:
- статистическая теория объемных и поверхностных свойств простых жидкостей;
- теория критических явлений в жидкостях и растворах;
- природа аномальных свойств воды и теория гидратации;
- поведение примесей в жидком гелии;
- теория тепловых гидродинамических флуктуаций, в частности, лагранжева теория тепловых гидродинамических флуктуаций;
- теория кинетических коэффициентов в жидкостях, в частности, теория коллективного переноса;
- особенности теплового дрейфа броуновских частиц;
- теория молекулярного рассеяния света в жидкостях и газах;
- свойства систем с кулоновским взаимодействием: плазма, жидкие металлы и полупроводники;
- гравитационные эффекты в теории скалярного поля;
- гравитационные эффекты в теории электрона Борна-Инфельда;
- макроскопическая форма уравнений гравитационного поля;